# TekWar
TekWar  è una serie televisiva statunitense in 22 episodi trasmessi per la prima volta nel corso di 2 stagioni dal 1994 al 1996. Ideata da William Shatner, è ispirata ad una serie di suoi romanzi di fantascienza, TekWar.
Tekwar iniziò come una serie di quattro film per la televisione, considerati come la prima stagione della serie, che originariamente andarono in onda negli Stati Uniti dal 17 gennaio 1994 al 9 maggio 1994. La seconda stagione, composta da 18 episodi della durata di un'ora, andò in onda dal 22 dicembre 1994 al 9 febbraio 1996.

## Trama
Un poliziotto si risveglia, dopo un'ibernazione forzata (crio-detenzione), nell'anno 2045 e viene assunto da un'agenzia privata, la Cosmos, allo scopo di fermare la diffusione di una nuova droga tecnologica, la tek.

## Personaggi
- Jake Cardigan, interpretato da Greg Evigan.
È un ex agente di polizia che, dopo essere stato incastrato per crimini che non ha commesso va a lavorare per Walter Bascom al Cosmos.
- Sid Gomez, interpretato da Eugene Clark.
È un ex poliziotto e partner di Jake alla Cosmos.
- Walter H. Bascom, interpretato da William Shatner.
È il presidente e CEO della Cosmos. Egli è il capo di Jake.
- Nika, interpretata da Natalie Radford.
È l'assistente di Walter Bascom, che fornisce supporto tecnico per Jake sui suoi casi.
- tenente Sam Houston (13 episodi, 1995-1996), interpretata da Maria del Mar.
- tenente Winger, interpretato da Maurice Dean Wint.
È un tenente di polizia impegnato in una guerra personale con Jake Cardigan.
- Cowgirl, interpretata da Lexa Doig.
- Spaz, interpretato da Ernie Grunwald.
- Beth Kittridge, interpretata da Torri Higginson.
È un androide che possiede tutti i ricordi della reale Beth Kittridge, un medico coinvolta sentimentalmente con Jake Cardigan.
- Danny Cardigan, interpretato da Christian Campbell.
- Shelley Grout interpretata da Dana Brooks.
È una agente governativa che indaga su Jake Cardigan.
- Alessandro Rossi, interpretato da David Calderisi.
- Montgomery, interpretata da Angela Fusco.
- Gambler, interpretato da Ho Chow.

## Produzione
La serie, ideata da William Shatner, fu prodotta da Atlantis Films e girata nel Cinevillage Studios a Toronto in Canada. Le musiche furono composte da Warren Zevon (tema musicale) e Fred Mollin (colonna sonora).

### Registi
Tra i registi della serie sono accreditati:
- Allan Kroeker (6 episodi, 1994-1995)
- Bruce Pittman (4 episodi, 1995-1996)
- William Shatner (2 episodi, 1994-1996)
- Ken Girotti (2 episodi, 1995)

## Distribuzione
La serie fu trasmessa negli Stati Uniti dal 1994 al 1996 in syndication. In Italia è stata trasmessa su Telemontecarlo con il titolo TekWar.
Alcune delle uscite internazionali sono state:
- negli Stati Uniti il 17 gennaio 1994 (TekWar)
- in Francia il 12 febbraio 1998 (TekWar)
- in Germania (Tek War - Krieger der Zukunft)
- in Italia (TekWar)

## Episodi
| Stagione         | Episodi | Prima TV USA | Prima TV Italia |
| ---------------- | ------- | ------------ | --------------- |
| Prima stagione   | 4       | 1994         |                 |
| Seconda stagione | 18      | 1994-1996    |                 |